# 新沃佳內 (盧甘斯克州)
49°16′17″N 38°1′31″E / 49.27139°N 38.02528°E
新沃佳內（烏克蘭語：Нововодяне）是位於烏克蘭東部的村莊，由盧甘斯克州斯瓦托韋區的克拉斯諾里琴斯凱市鎮負責管轄。該村始建於1880年，面積2.47平方公里，海拔高度99米，2001年人口628。